# Tirailleur (PC-542)
L'USS PC-542 était un chasseur de sous-marin de classe PC-461 de l'US Navy construit à Bay City et lancé en 1942 au chantier naval Defoe Shipbuilding Company.

## Histoire
Dans l'US Navy, sa mission a d'abord été l'escorte des convois pour la base navale de la baie de Guantánamo. Puis il est ensuite affecté en mer Méditerranée au port d'Arzew en Algérie française. Il participe alors aux opérations d'invasion de la Sicile puis de l'Italie. Il est présent au débarquement de Provence le 15 août 1944.
Le 30 septembre 1944 il est transféré à la Marine nationale française dans le cadre du programme Prêt-Bail. Il prend alors le nom de Tirailleur (PC-542).

## Service
Il est resté en service jusqu'en 1957 à Toulon : Tirailleur (W 102) en tant qu'escorteur côtier .

## Note et référence
- (en) Cet article est partiellement ou en totalité issu de l’article de Wikipédia en anglais intitulé « USS PC-542 » (voir la liste des auteurs).

1. ↑  Les escorteurs côtiers d'origine américaine